# Cambio climático en El Salvador

Tipos de clima en El Salvador según la Clasificación climática de Köppen

Ubicación de El Salvador en Centroamérica

El Salvador es altamente vulnerable a los efectos climáticos siendo un país con la extensión territorial más limitada en Centroamérica. En años recientes ha aumentado el número y la intensidad de los  desastres naturales, que generan altas repercusiones sobre la economía del país. Al tener una menor cantidad de tierras para producir, enfrenta dilemas ambientales como el avance de la mancha gris, la vulneración de reservas forestales para proyectos urbanísticos, la disolución de las áreas de recargas hídricas, el agravamiento del estrés hídrico entre otras.

## Vulnerabilidad
Aunque en El Salvador se produce una cantidad mínima de gases invernadero en comparación con los grandes países industrializados, no obstante debido  a su ubicación geográfica y débil e insuficiente desarrollo es afectado duramente por los efectos del cambio climático.

## Efectos y Causas

### Emisiones de gases de efecto invernadero

#### Emisiones industriales
Las emisiones de CO2 en 2020 han sido de 6,791 megatoneladas, con lo que El Salvador es el país número 62 del ranking de países por emisiones de CO2, formado por 184 países, posicionándolos de menor a mayor contaminantes. Además de sus emisiones totales de CO2 a la atmósfera, que lógicamente dependen entre otras variables como la población del país, es conveniente analizar el comportamiento de sus emisiones per cápita. Las emisiones per cápita de CO2, que han descendido en el último año, han sido de 1,05 toneladas por habitante en 2020.

#### Deforestación
El Salvador tiene solo un 3% de bosque natural intacto, con suelos gravemente dañados por prácticas agrícolas inadecuadas y con más del 90% de las aguas superficiales contaminadas. En la actualidad la cobertura forestal apenas sobrepasa el 37 por ciento de la extensión del territorio nacional.

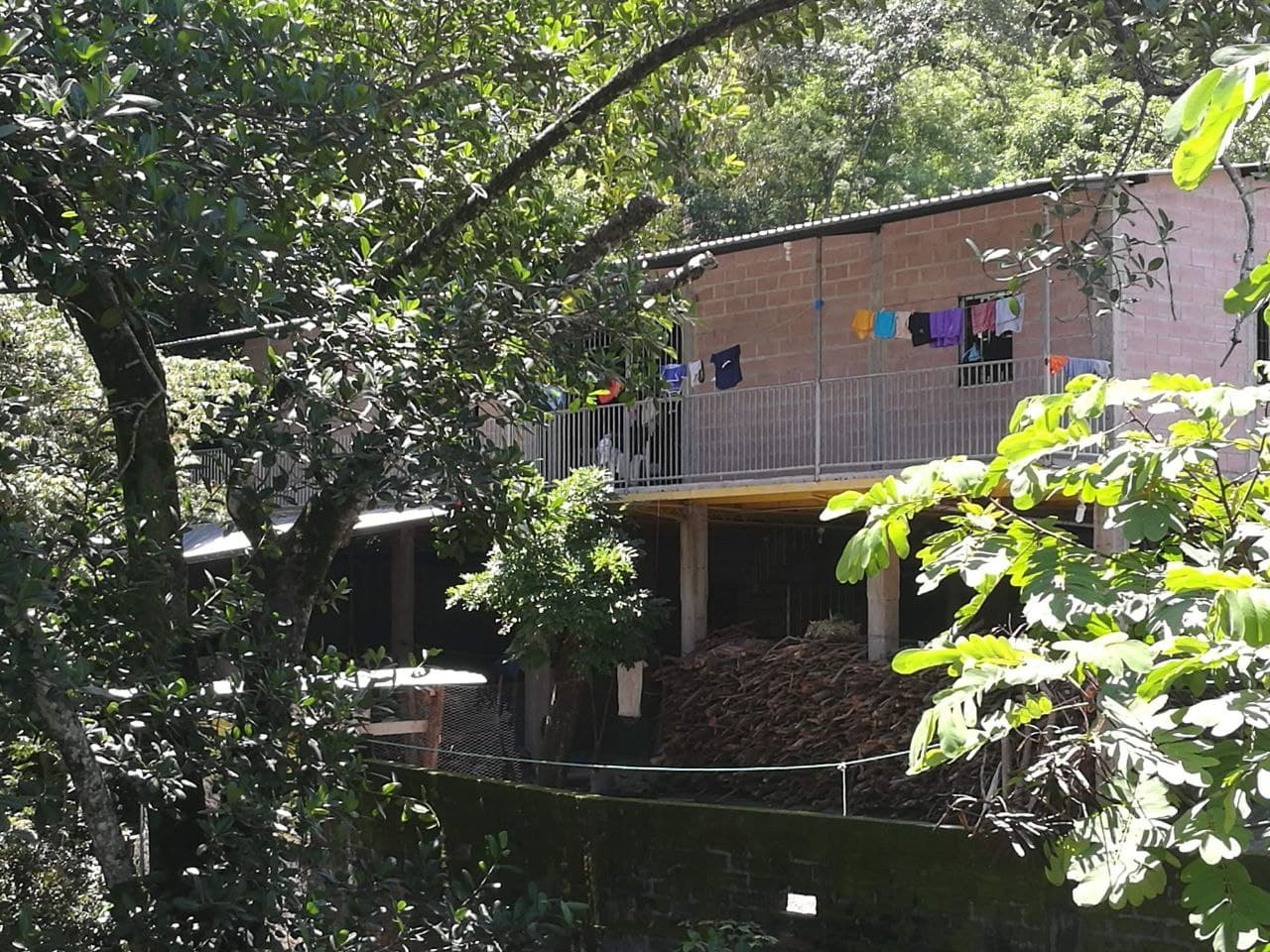
Construcción de altura en Morazán, El Salvador

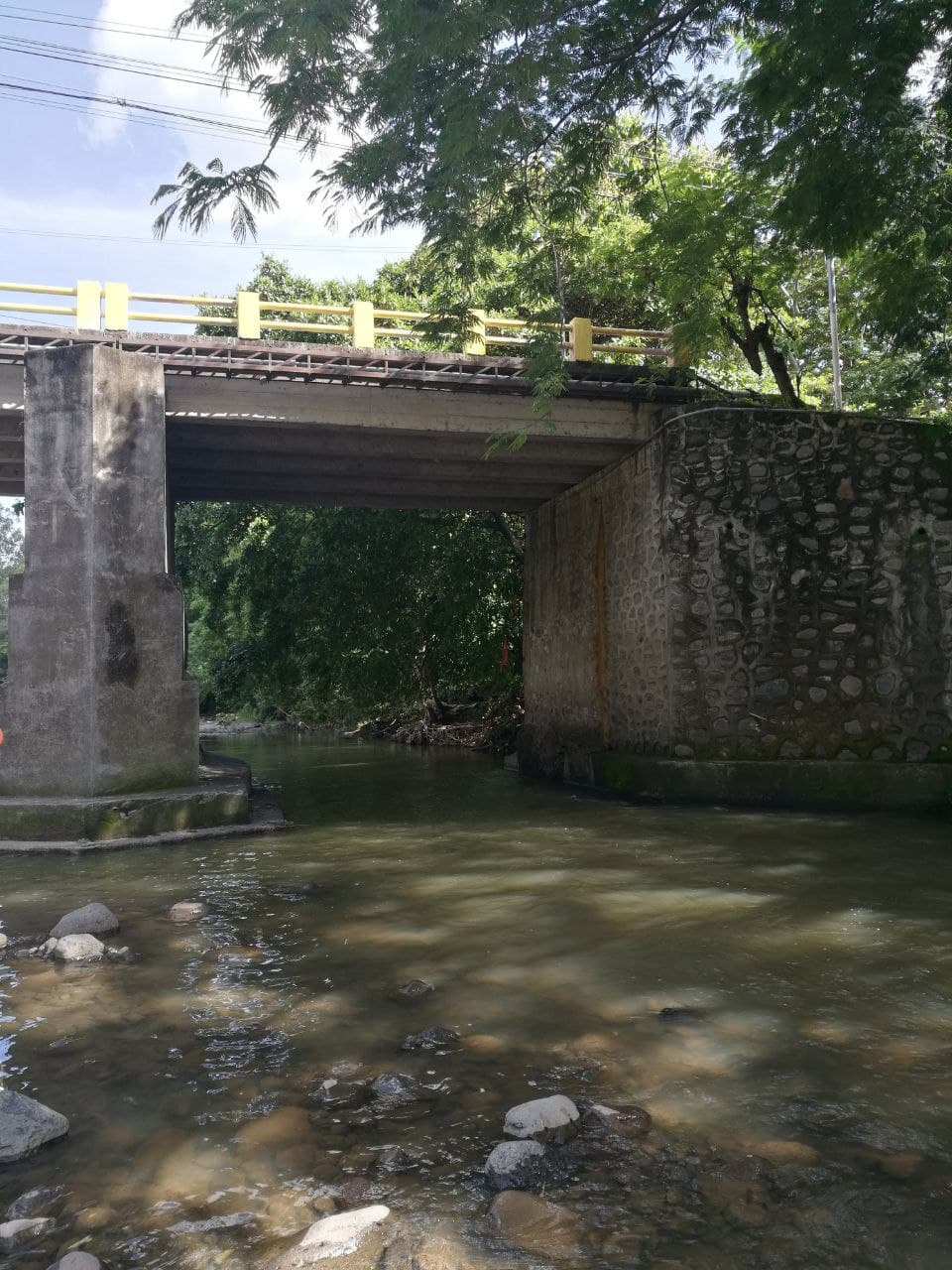
Evaluación del efecto de inundaciones en puentes de El Salvador.

#### Daños a la agricultura y la seguridad alimentaria

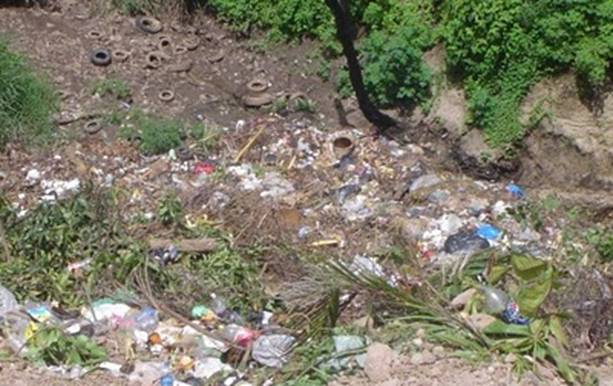
Impacto ambiental en El Salvador

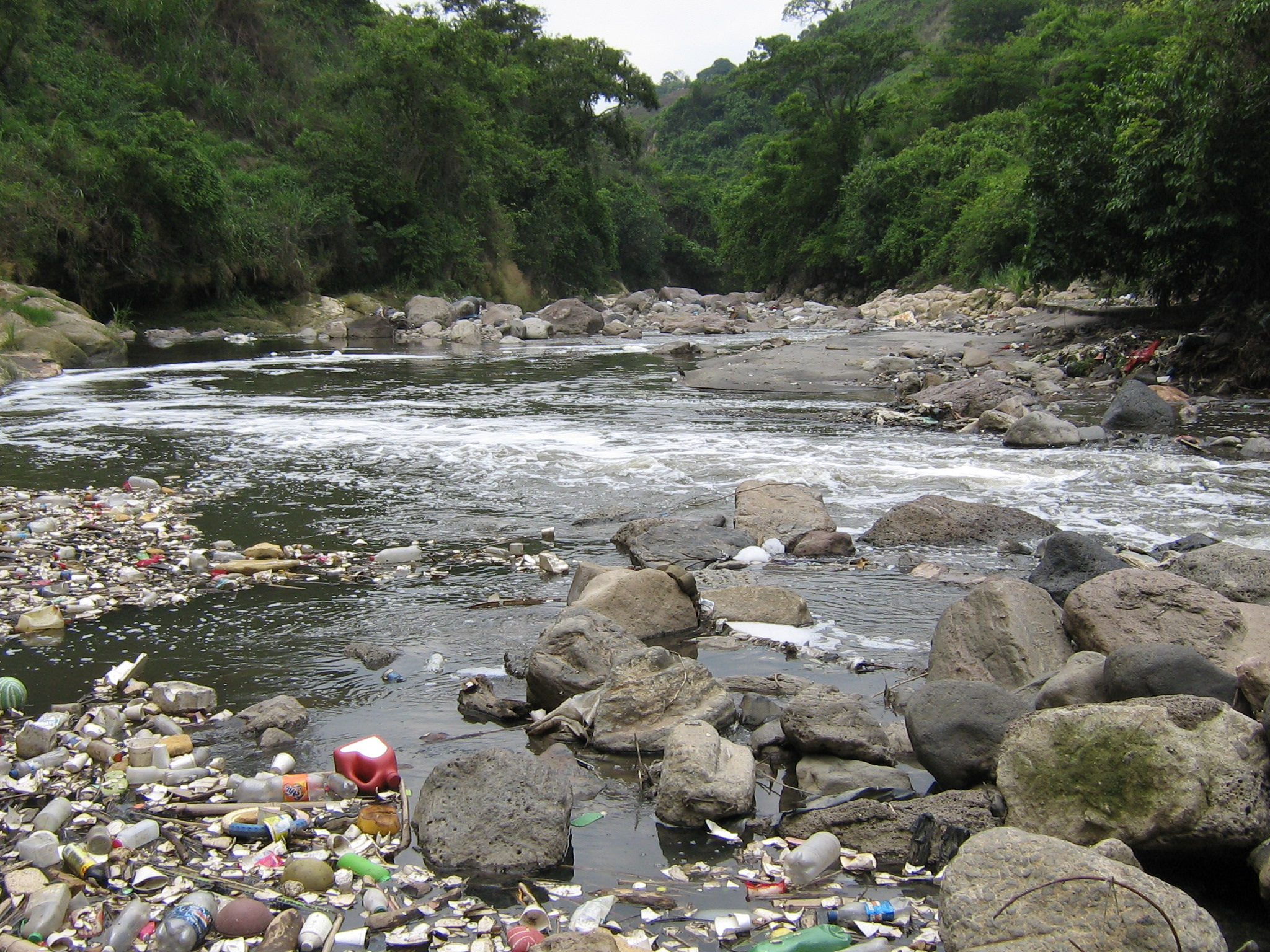
El Rio Acelhuate muestra la contaminación en ríos de El Salvador

El Salvador es uno de los países pertenecientes al Corredor Seco Centroamericano, una de las regiones del planeta más vulnerables al cambio climático. Las intensas sequías y lluvias torrenciales que el calentamiento global está dejando sobre Guatemala, Honduras, El Salvador y Nicaragua están afectando a millones de agricultores.  Según la ONU, más de 1,4 millones de personas de estos países necesita ayuda.

#### Impactos económicos
Durante las últimas tres décadas, los impactos del cambio climático le han costado a la economía salvadoreña más de $2 200 millones de dólares en pérdida de productividad, según el Banco Interamericano de Desarrollo. Si no se toman medidas inmediatas, el PIB de El Salvador podría caer hasta en un 7% para 2030.

## Sociedad y Cultura

### Activismo
- Asociación Fundación para la Cooperación y el Desarrollo Comunal de El Salvador (CORDES): Es una institución cuyo propósito fundamental es contribuir a lograr el empoderamiento y mejorar las condiciones de vida de la población rural y urbana en El Salvador,[11]  han tenido esfuerzos en relación con el cambio climático de El Salvador y la región Centroamericana como el lanzamiento de la campaña denominada "Resiliencia, mirar de nuevo, hacerlo mejor" en el 2021 sobre el corredor seco centroamericano.[12]
- Fundación Programa Regional de Investigación sobre Desarrollo y Medio Ambiente (PRISMA): es un centro regional de diálogo e investigación sobre desarrollo y medio ambiente que genera y moviliza conocimiento.[13] Han sido creadir de informes regionales tales como "Actores de la agenda climática en el Triángulo Norte de Centroamérica: Hacia un fortalecimiento del rol de la sociedad civil".[14]

### Controversias
Durante la COP26 no se contó con la presencia del gobierno de El Salvador dirigido por Nayib Bukele, este hecho ha sido la denunciado permanente por grupos ambientalistas del planeta sobre la injusticia climática, ha sido retomada por una nueva generación que provenientes de iniciativas inéditas, iglesias y sector académico, esperan retomar la bandera de lucha social, en defensa de las naciones que como Centroamérica son los principales afectados por el cambio climático, sin ser los principales contaminantes.
El Salvador continúa sin firmar el Acuerdo de Escazú, considerado el primer tratado multilateral de América Latina y el Caribe sobre asuntos ambientales, el cual tiene tres ejes fundamentales: acceso a la información, participación pública y acceso a la justicia, dando apoyo a los derechos humanos y ambientales.
El 27 de noviembre del año 2021, La Conferencia Episcopal de El Salvador (CEDES) pidió frenar la mina guatemalteca Cerro Blanco por considerarla una amenaza ambiental para el país y además solicitó a la Asamblea Legislativa que permita a las juntas de agua exponer sus consideraciones sobre la Ley de Recursos Hídricos, Aunque en El Salvador está prohibida la minera metálica, hay 42 proyectos mineros que amenazan las cuencas transfronterizas, que pueden afectar cuerpos de agua que nacen en Guatemala y Honduras como el rio lempa, rio más grande de El Salvador.

## Aspectos históricos
Los récords históricos de lluvias en el país en duración y extensión territorial, como la baja presión 96E asociada al Huracán Ida en el 2009, la depresión tropical 12E del año 2012 y la Tormenta Agatha, causaron impactos severos en la región, seguidos por el periodo de sequía más severo registrado el 2015.

### Estadísticas
| Detalle                          | 2018 vs 1990 | 2018 vs 2005 | 2020 vs 1990 |
| -------------------------------- | ------------ | ------------ | ------------ |
| Industria de energía eléctrica   | ↑ +553%      | ↓ -35%       | ↑ +494%      |
| Otras industrias de combustibles | ↑ +114%      | → -4%        | ↑ +113%      |
| Construcciones                   | → -3%        | ↓ -27%       | ↑ +123%      |
| Transporte                       | ↑ +185%      | ↑ +18%       | ↑ +166%      |
| Otros sectores                   | ↑ +15%       | → -4%        | ↑ +94%       |
| Todos los sectores               | ↑ +61%       | → -3%        | ↑ +157%      |